# Елия (окръг Кирения)
Вижте пояснителната страница за други населени места с името Елия.
Елия̀ (на гръцки: Ελιά; на турски: Yeşiltepe) е село в Кипър, окръг Кирения. Според статистическата служба на Северен Кипър през 2011 г. селото има 750 жители.
Де факто е под контрола на непризнатата Севернокипърска турска република.